# Nördlingen
Nördlingen er en by i Schwaben i den tyske delstat Bayern. Den omtales første gang I 898, og fejrede sin 1100-årsdag I 1998. Rådhuset er fra 1313. I Schneidtsche Haus fra 1563 har Gustav 2. Adolf overnattet (1632). I hotellet zur Sonne (= til Solen) fra 1350 overnattede kejserne Frederik 3., Maximilian 1., Karl 5., samt Goethe og Apollo-astronauterne. 
Byen ligger i kreisen Donau-Ries og har en befolkning på ca. 20.000. Den er filmet ovenfra i slutscenen i filmen Charlie og chokoladefabrikken fra 1971.

## Historie
Rester efter en romersk befæstning bygget i år 85 og sandsynligvis kaldet Septemiacum, er fundet under byen.  I 1998 fejrede Nördlingen sin 1100-års fødselsdag, og fik et frimærke til sin ære. 
Nördlingen er omgivet af en næsten 2,7 km lang bymur med fem porte og tolv tårne. Reimlinger-porten regnes som den ældste; første gang omtalt i 1362. Det var i 1327, at kejser Ludvig 4. af Bayern befalede Nördlingen at beskytte sine forstæder med en ny bymur, der også omsluttede dem. For at skaffe midler, indførtes en drikkeafgift. Byens borgere var også forpligtet til gravearbejde. Omkring 1400 stod bymuren færdig.  Muren blev forstærket i 1500- og 1600-tallet. 
To af slagene i trediveårskrigen, i 1634 og 1645, omtales som "slaget ved Nördlingen".  Slaget 6. september 1634 var en sejr for habsburgerne og gjorde ende på Sveriges indflydelse i Sydtyskland. Det bragte også Frankrig ind i trediveårskrigen. 
Slaget 3. august 1645 fandt sted, da den franske hær under generalerne Turenne og Enghien på vej fra Donau fandt vejen spærret af den kejserlige hær under Franz von Mercy,  der blev dræbt i slaget. Franskmændene gik til angreb, men selv om de erobrede skråningerne, hvor de kejserlige tropper havde forskanset sig, var der for store franske tab til, at de kunne nyttiggøre sig sejren. 
I 1604 opførtes en forkortet og forenklet version af Shakespeares Romeo og Julie i Nördlingen; det var en af de allerførste opførelser av noget Shakespeare-stykke udenfor England. 

## Meteorkrateret
Nördlingen ligger omkring 6 km sydvest for centrum af det gigantiske krater Nördlinger Ries med en diameter på 23 km - det størst kendte meteorkrater i Europa og skabt ved et meteoritnedslag for omkring 15 millioner år siden. Meteoritten menes at have haft en diameter på 1 km. 
I 1960 besøgte den amerikanske geolog Eugene Merle Shoemaker (1928-1997) Nördlingen. (Shoemaker blev senere berømt for opdagelsen af kometen Shoemaker-Levy 9, som kolliderede med Jupiter i 1994.) Shoemaker opdagede, at det 90 meter høje klokketårn Daniel (færdigstillet i 1490, 350 trappetrin)  er bygget af et materiale, som kun kan opstå ved den enorme temperatur fra et meteornedslag. Bygværket er enestående. Det er den eneste bygning i verden, der er bygget af materiale opstået ved et meteornedslag. 
En del af byens huse har også anvendt materialet til reparationer. Både tårnet Daniel og husvæggene indeholder millioner af bittesmå diamanter (højst 0,2 millimeter i diameter), opstået ved eksplosionen, fordi en del af undergrunden på nedslagsstedet indeholdt grafit. Shoemaker fik oplyst, at materialet til tårnet var noget, der lå alle steder omkring byen. Det hedder suevit, og er størknet glas- og klippemasse med egenskaber som cement. Navnet kommer af Suevia, det latinske navn på landskabet Schwaben. 

## Grisene i Nördlingen
Med baggrund i et lokalt sagn er der overalt udstillet figurer af grise. Det fortælles, at grev Hans af Oettingen planlagde at erobre Nördlingen med en list omkring år 1440. Han bestak tårn- og portvogterne til at lade portene stå ulåst. Men en sen aften opdagede en kone, der var ude efter øl, en so løbe rundt ved Löpsinger-porten. Soen gnubbede sig mod en port, der begyndte at glide op; konen jog soen væk og fortalte historien til sin mand, der straks slog alarm. Sådan fik man afværget angrebet fra grev Hans' tropper, der nærmede sig bymuren. Vagterne blev fundet optaget med vin og terningspil; og som straf blev de lagt på hjul og stejle, og deres koner druknet.  Konen havde råbt "So, G`sell, so!" til soen, hun ville have væk fra porten.  Hver halve time mellem kl. 22 og midnat råber vagtmanden øverst i Daniel til denne dag "So G’sell, so". Det er uvist, hvor meget der er i historien; men det er et faktum, at i 1440 blev vagter anklaget for forræderi og henrettet. 